# Viktoriin kříž
Viktoriin kříž (anglicky Victoria Cross) je nejvyšší vojenské vyznamenání Spojeného království a dříve i Britského impéria. V systému britských řádů a vyznamenání má přednost i před Podvazkovým řádem. Může být udělen za činy výjimečné udatnosti v boji příslušníkům ozbrojených sil bez rozdílu hodností.
Založen byl královnou Viktorií v roce 1856 během krymské války jako prostředek ocenění mimořádně chrabrých činů příslušníků Britské armády a Královského námořnictva, bez ohledu na jejich hodnost, délku služby či třídní původ, aby bylo napraveno to, že jediné do té doby existující britské vyznamenání udělované za vojenskou statečnost, Řád lázně, mohlo být udělováno jen vyšším důstojníkům.
Původně byl udělován i příslušníkům ozbrojených sil dalších zemí Commonwealthu, ale ve většině z nich byl v druhé polovině 20. století postupně nahrazen jejich vlastními vyznamenáními.